# Népszerű Zsidó Könyvtár
A Népszerű Zsidó Könyvtár egy magyar nyelvű könyvsorozat volt az 1910-es években, amely a következő köteteket tartalmazta:
- 1. Br. Eötvös József: A zsidók emancipatiója. 64 l.
- 2. Goldziher Ignác: A zsidóság lényege és fejlődése. 1. rész.
- 3. Blau Lajos: A Talmud.
- 4. Kiss Arnold: Salamon Ibn Gabiról. 44 l.
- 5. Heller Bernát: A héber mese. A héber mese Keleten és az Islam országaiban. 61 l.
- 6. Gábor Ignác: Manoello élete és költészete. 40 l.
- 7. Goldziher Ignác: A zsidóság lényege és fejlődése. 2. rész. 85 l.
- 8. Sebestyén Károly: Makai Emil. 50 l.
- 9. Rubinyi Mózes: Kiss József. 48 l.
- 10. Zsidó Plutarchos. 1. rész. Venetianer Lajos: Löw Lipót. Fischer Gyula: Riesser Gábor. Blau Lajos: Zunz Lipót.
- 11. Alexander Bernát: Spinoza. 79 l.
- 12. A Makkabénusok könyve. Görögből fordította s jegyzetekkel kísérte: Dercsényi Móric. Bevezette Hevesi Simon. 89 l.
- 13. Mahler Ede: Keleti tanulmányok. Mikor vonultak ki az izraeliták Egyiptomból? A naptár az ókori Kelet népeinél. 54 l.
- 14. Heller Bernát: A Héber mese. A héber mese Nyugaton, mesék, melyeknek kora és hazája bizonytalan. A héber mese sajátossága. 62 l.
- 15. Mezei Ferenc: Rajzok a magyar zsidó életből. 46 l.
- 16. Geiger Ábrahám: Levelek a kitérésről. Bevezette: Stern Ábrahám. 54 l.
- 17–18. Alexandriai Philo: Mózes élete. Görögből ford: Fischer Gyula. 97 l.
- 19. Zsidó Plutarchos. 2. rész. Heller Bernát: Bacher Vilmos. Guttmann Mihály: Bloch Mózes. Edelstein Bertalan: Kaufmann Dávid.
- 20. Kiss Arnold: Sámuel Hanagid Nagdéla. 68 l.
- 21. Nordau Max: Írások a cionismusról. Ford. és bevezette: Mohácsi Jenő. 47 l.